# Phaenocarpa mediolobata
Phaenocarpa mediolobata är en stekelart som beskrevs av Fischer 1975. Phaenocarpa mediolobata ingår i släktet Phaenocarpa och familjen bracksteklar. Inga underarter finns listade i Catalogue of Life.